# Взрывная электронная эмиссия
Взрывная электронная эмиссия — электронная эмиссия с поверхности металла при его переходе из твёрдой фазы в газообразную (плазму) в результате локальных взрывов микроскопических областей эмиттера. Это единственный вид электронной эмиссии, позволяющий получать плотность тока величиной 109 А/см2, и потоки электронов мощностью — 1013 Вт.

## Описание явления
Для инициирования взрывной электронной эмиссии необходимо создание на поверхности эмиттера фазового перехода металл-плазма, который являлся бы источником тока, поддерживающего этот переход. Такой переход может быть создан путём организации микровзрывов. Для этого могут быть использованы быстрая микрочастица или сфокусированное лазерное излучение, однако чаще всего применяется автоэлектронная эмиссия. Ток автоэлектронной эмиссии разогревает электроны в микрообъёме металла за счёт эффекта Ноттингема. Разогретые электроны передают свою тепловую энергию решётке благодаря электрон-фононному взаимодействию. В результате происходит микровзрыв и образование так называемого катодного факела, состоящего из плазмы и испарившихся паров металла. Образовавшаяся плазма начинает расширяться. Это расширение сопровождается интенсивной эмиссией электронов.

## Теория явления
Величина тока взрывной электронной эмиссии в отсутствие магнитного поля и без учёта релятивистских эффектов определяется выражением
{\displaystyle j(t)=BU^{\frac {3}{2}}F\left({\frac {vt}{d}}\right),}
где {\displaystyle B} — некая константа, {\displaystyle U} — разность потенциалов между фронтом образовавшейся плазмы и анодом, {\displaystyle d} — расстояние между электродами, {\displaystyle vt} — радиус плазменного сгустка, {\displaystyle t} — время. {\displaystyle F(x)} — функция, определяемая геометрией межэлектродного промежутка, в простейшем случае {\displaystyle vt\ll d} функция {\displaystyle F(x)} является линейной функцией своего аргумента.
При расширении плазмы её концентрация падает, уменьшается и протекающий по ней ток. В момент, когда его величина сравняется с величиной тока, определяемой формулой Ленгмюра, скорость движения фронта плазмы резко замедляется. Электронный ток выходит на режим насыщения и становится равным термоэлектронному току плазмы.
Если ток насыщения достаточно велик (около 10 А), то через некоторое время режим насыщения сменяется неустойчивым режимом, сопровождающийся хаотическими всплесками тока. В этом режиме переход электронов из катода в плазму определяется термоавтоэлектронной эмиссией, вызванной электростатическим полем на границе эмиттер-плазма. Это поле начинает увеличиваться, и при достижении им величины порядка 108 В/см происходит ещё один взрыв. Если же ток насыщения мал (около 1 А), то после фазы насыщения происходит обрыв тока.

## Использование
За счёт высокой плотности создаваемого тока взрывная электронная эмиссия нашла своё применение в импульсных генераторах мощных электронных пучков и рентгеновского излучения, а также для накачки газовых лазеров. На её базе созданы сильноточные вакуумные диоды.